# Domenico Romano (politico 1932)
Domenico Romano detto Mimì (Orsara di Puglia, 15 gennaio 1932 – Orsara di Puglia, 19 gennaio 2021) è stato un politico italiano.

## Biografia
Avvocato penalista, già vicepresidente della regione Puglia e consigliere regionale. È stato parlamentare alla Camera dei deputati per il PSI nella IX Legislatura (dal 1983 al 1987) e poi nella XI (dal 1992 al 1994).
Si è spento nel 2021, pochi giorni dopo aver compiuto 89 anni.